# Опа-лока (Флорида)
Опа-лока (енгл. Opa-locka) град је у америчкој савезној држави Флорида. По попису становништва из 2010. у њему је живело 15.219 становника.

## Демографија
Према попису становништва из 2010. у граду је живело 15.219 становника, што је 268 (1,8%) становника више него 2000. године.
| Група             | 2000.          | 2010.          |
| Белци             | 469 (3,1%)     | 323 (2,1%)     |
| Афроамериканци    | 10.412 (69,6%) | 10.011 (65,8%) |
| Азијати           | 31 (0,2%)      | 35 (0,2%)      |
| Хиспаноамериканци | 4.268 (28,5%)  | 5.378 (35,3%)  |
| Укупно            | 14.951         | 15.219         |